# Довер Бичес Норт (Њу Џерзи)
Довер Бичес Норт (енгл. Dover Beaches North) насељено је место без административног статуса у америчкој савезној држави Њу Џерзи.

## Демографија
По попису из 2010. године број становника је 1.239, што је 546 (-30,6%) становника мање него 2000. године.
| Група             | 2000.         | 2010.         |
| Белци             | 1.739 (97,4%) | 1.202 (97,0%) |
| Афроамериканци    | 2 (0,1%)      | 3 (0,2%)      |
| Азијати           | 9 (0,5%)      | 4 (0,3%)      |
| Хиспаноамериканци | 26 (1,5%)     | 24 (1,9%)     |
| Укупно            | 1.785         | 1.239         |